# Gang Wiewióra
Gang Wiewióra (ang. The Nut Job) – kanadyjsko-koreańsko-amerykański film animowany z 2014 roku. Światowa premiera filmu odbyła się 17 stycznia 2014 roku, zaś w Polsce miała miejsce 4 lipca 2014 roku.

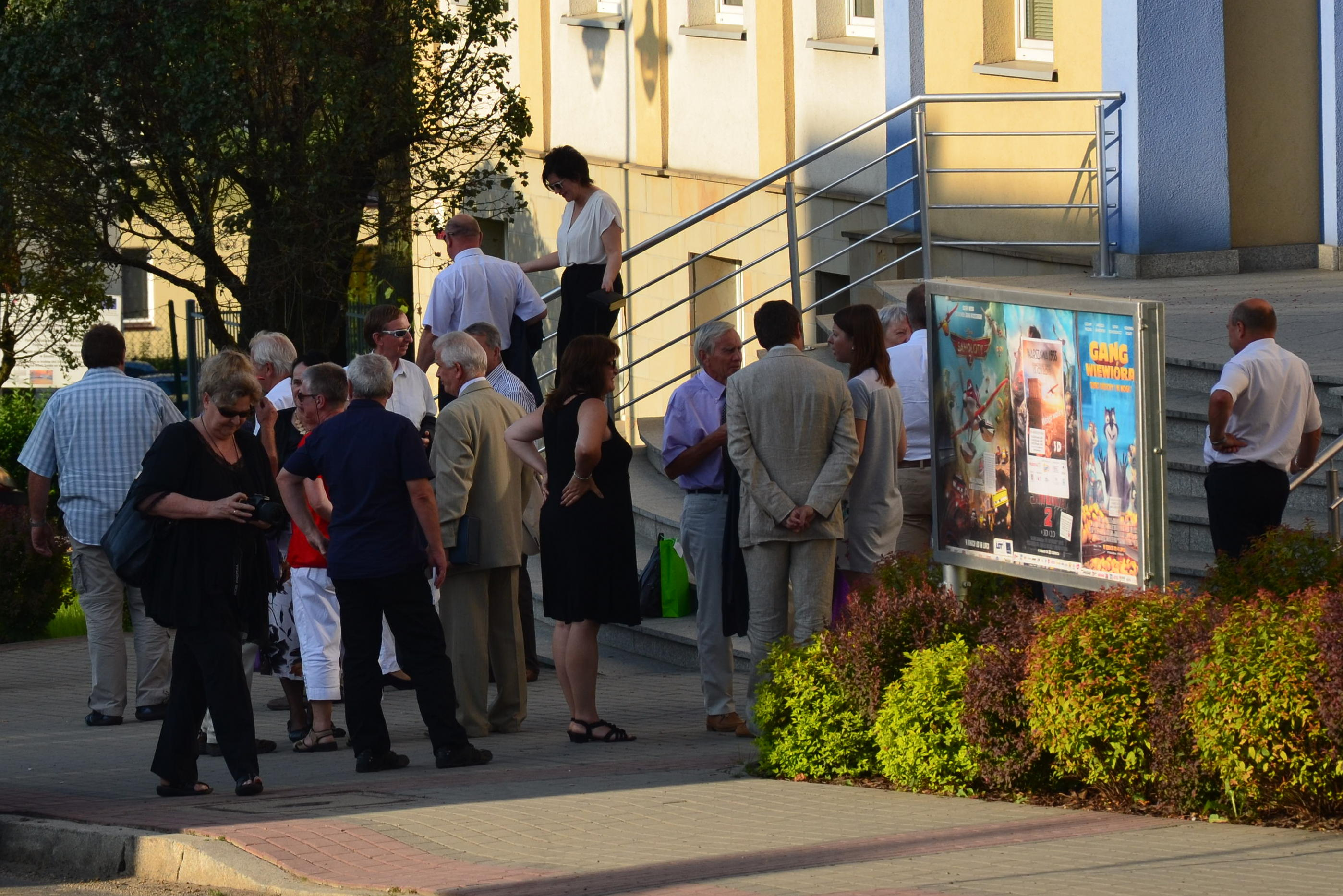
Afisz w gablocie przed kinem w Sanoku (2014)

18 sierpnia 2017 roku odbyła się premiera sequelu filmu, Gang Wiewióra 2.

## Fabuła
Wiewiór popada w konflikt z szefem miejskiego parku, szopem Pierunem. Zostaje wygnany do miasta, w którym zimą czeka go marny los. Sprzyja mu jednak szczęście. Wiewiór odkrywa sklep z orzechami i decyduje się na kradzież smakołyków. Problem w tym, że w przybytku swoją siedzibę mają ludzcy rabusie, którym przewodzi Król. Wiewiór, zakochana w nim wiewiórka Andzia, próbujący zdobyć jej względy Trybsyn oraz inne gryzonie skutecznie utrudniają czterem bandytom realizację ich planów.

## Wersja polska
Opracowanie: Master Film

Reżyseria: Dariusz Dunowski

Dialogi: Karolina Anna Kowalska

Dźwięk i montaż: Aneta Michalczyk-Falana

Kierownictwo produkcji: Agnieszka Kołodziejczyk

Zgranie dźwięku: Piotr Knop – Toya Studios

W wersji polskiej udział wzięli:
- Cezary Pazura – Wiewiór
- Agnieszka Warchulska – Andzia
- Andrzej Grabowski – Pierun
- Sonia Bohosiewicz – Sunia
- Mirosław Zbrojewicz – Trybsyn
- Mirosław Wieprzewski – Krets
- Przemysław Bluszcz – Królu
- Weronika Rosati – Ilona
- Mariusz Wojciechowski – Gałgan
- Karol Pocheć – Kozak
- Dominika Kluźniak – Mała
- Grzegorz Pawlak – Geniek
- Miłogost Reczek – Heniek
- Józef Pawłowski – Edzio
- Tomasz Kozłowicz – Myszek
- Aleksander Mikołajczak – Herszt
- Jakub Szydłowski – Szef policji
- Piotr Bąk – Wróbel

W pozostałych rolach:
- Anna Bojara
- Martyna Kowalik
- Joanna Pach
- Katarzyna Skolimowska
- Julia Trembecka
- Wojciech Chorąży
- Piotr Gogol
- Artur Janusiak
- Stefan Pawłowski
- Krzysztof Szczerbiński
- Mateusz Weber
- Andrzej Jaźwiński
- Klaudiusz Kaufmann
- Katarzyna Kołodziejczyk
- Jolanta Kwiatkowska
- Iwona Marchwiska

i inni.
Lektor: Kacper Kaliszewski